# Visselhövede (stacja kolejowa)
Visselhövede (niem: Bahnhof Visselhövede) – stacja kolejowa w Visselhövede, w kraju związkowym Dolna Saksonia, w Niemczech. Znajduje się na linii kolejowej Uelzen – Langwedel. Jest obsługiwana co dwie godziny przez pociągi regionalne obsługiwane przez erixx GmbH w przypadku przewozu osób oraz przez OHE w przypadku transportu towarowego.
Według klasyfikacji Deutsche Bahn stacja posiada kategorię 6.

## Lokalizacja i połączenia komunikacyjne
Stacja kolejowa Visselhövede znajduje się około 1,5 kilometra na południowy zachód od centrum miasta, przy Landesstrasse 171 w kierunku Verden (Aller), w orientacji wschód-zachód. Ze względu na położenie na obrzeżach miejscowości stacja i cała trasa nie są uczęszczane.
Przed dworcem kolejowym znajduje się przystanek autobusowy Visselhövede Bahnhof, który jest obsługiwany przez Weser-Ems Bus GmbH w regularnych połączeniach z Rotenburgiem (Wümme) i lokalnym autobusem obywatelskim (transport miejski).

## Linie kolejowe
- Uelzen – Langwedel
- Bremervörde–Walsrode - linia zdemontowana

## Infrastruktura

### Budynek dworca i otoczenie
Stacja miała stosunkowo duży budynek stacji znajdujący się po północnej stronie stacji, który od 1993 był własnością Niemieckiego Czerwonego Krzyża i nie jest już dostępny dla pasażerów. Bezpośrednio na wschód od budynku znajdują się małe schody prowadzące na peron. Jest tu również biletomat. Bezpośrednio na zachód od budynku znajdowała się platforma, która jest jednak w bardzo złym stanie ze względu na dziury, przez co dostęp dla wózków inwalidzkich jest niemożliwy. Przed budynkiem znajduje się niewielki parking w złym stanie technicznym oraz zadaszony stojak na rowery.
Stacja kolejowa nie została jeszcze przystosowana do potrzeb osób niepełnosprawnych, a teren wokół niej wymaga remontu.

### Tory
Oprócz głównego peronu (peron 1) stacja Visselhövede ma jeszcze jeden peron (peron 2). Można się do tego dostać przez przejście podziemne bez barier, którego korzenie sięgają czasów o większym natężeniu ruchu. Kiedyś był to peron wyspowy, po rozebraniu torów jest to pomost boczny. Kiedyś znajdował się za nim trzeci peron, dostępny z drugiego peronu przez przejście dla pieszych. Obecnie używany jest tylko peron jednokrawędziowy, a do porannych i wieczornych kursów szczytowych peron wyspowy.

### Inna infrastruktura
Po szeroko zakrojonym demontażu dawnych torów towarowych i manewrowych, obok torów peronowych powstał prywatny tor załadunkowy i bocznica. Na wschód od stacji znajduje się przejazd kolejowy. Około dwóch kilometrów na wschód z Soltau na północy odchodzi tor przeładunkowy do parku przemysłowego.

## Historia

### 1873 do 1945
Stacja Visselhövede została pierwotnie otwarta jako stacja kolei ekspresowej w ramach budowy linii Amerika przez Magdeburg-Halberstädter Eisenbahn w 1873 roku, którą można dziś rozpoznać po długich krawędziach peronu. Obecnie wykorzystuje się tylko ułamek pierwotnej długości platformy. Od 1900 roku w Visselhövede nie zatrzymywały się żadne pociągi ekspresowe. W 1890 roku otwarto linię kolejową z Walsrode odgałęziającą się na południowy wschód, w 1906 roku oddano do użytku linię kolejową przez Brockel do Rotenburga, która odgałęzia się w kierunku południowo-zachodnim, a następnie skręca na północ. Stacja Visselhövede stała się regionalnym węzłem kolejowym, rozbudowaną o wiadukt i obrotnicę lokomotywową.

### 1945 do 1987
Po drugiej wojnie światowej, wraz z podziałem Niemiec, znaczenie linii amerykańskiej zmalało. Odtąd większość pasażerów stanowili przypadkowi pasażerowie, dojeżdżający z i do Bremy oraz żołnierze z miejscowego garnizonu. W 1958 roku połączenie do Rotenburga, a w 1980 do Walsrode zostało zamknięte. Oba są dziś zdemontowane (patrz też: Linia kolejowa Bremervörde – Walsrode). Do 1987 roku zachodnia część linii amerykańskiej została zdemontowana z dwutorowej głównej linii kolejowej w odcinkach na jednotorowe odgałęzienie.

### 1987 i obecnie

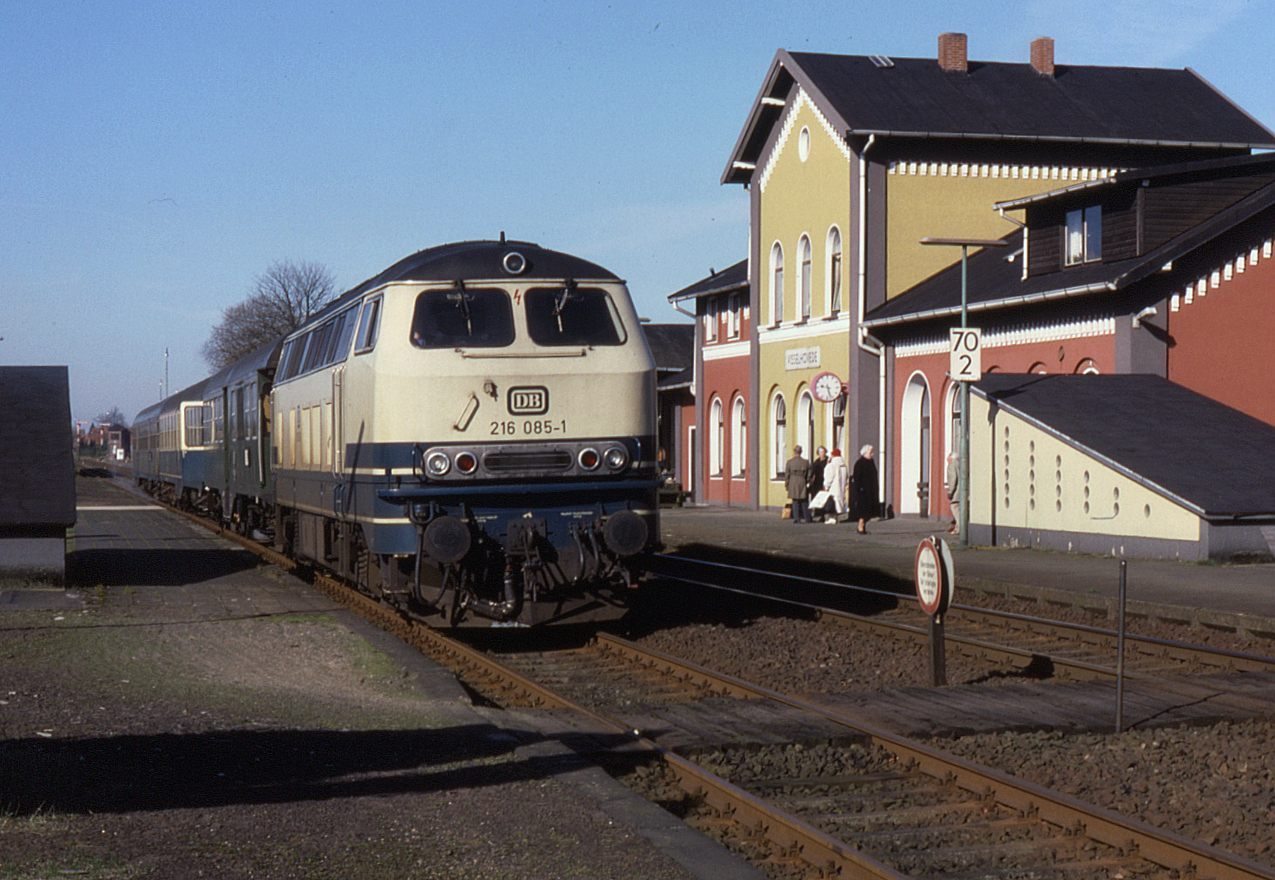
Pociąg z Bremy do Uelzen na stacji Visselhövede (1988)

W tym czasie rozpoczął się masowy demontaż wielkogabarytowych systemów kolejowych na stacji Visselhövede. Ponieważ kilka mniejszych przystanków w pobliżu stacji kolejowej Visselhövede zostało zamkniętych, jest to obecnie jedyna stacja kolejowa na większym, wiejskim i słabo zaludnionym obszarze, który rozciąga się od zachodniej części Pustaci Lüneburskiej do Lintelner Geest. Ze względu na sporą długość odstępu szlakowego prowadzącego do Langwedel, automatyczny posterunek odstępowy musiał być zainstalowany w tym kierunku nad istniejącą napowietrzną. Dzisiejszy ruch towarowy obejmuje z jednej strony transport drewna, z drugiej strony przedsiębiorstwo produkujące oleje mineralne z siedzibą w parku przemysłowym na wschód od Visselhövede jest zaopatrywane koleją. Sporadycznie pociągi towarowe prowadzone przez mniejsze prywatne przedsiębiorstwa kolejowe między Wilhelmshaven a miejscami docelowymi w środkowych Niemczech i Berlinie.

### Renowacja techniczna (2009)
Remont infrastruktury technicznej zakończono na początku 2009 roku. Oprócz naprawy nawierzchni torów (VzG nr 1960), stacja otrzymała automatyczny system kontroli niezajętości torów oraz semafory świetlne, obsługiwane z jednej nastawni. Nastawnia dysponująca (w okręgu Vf) znajduje się teraz w dawnej nastawni wykonawczej w okręgu Vo. Ręcznie obsługiwany przejazd kolejowy i sygnalizacja świetlna przy wschodnim głowicy musiały zostać zachowane, ponieważ Federalny Urząd Kolei (EBA) nie zgodziłby się na całkowitą renowację stacji wyłącznie przy użyciu najnowszej technologii (ESTW). Urządzenia przekaźnikowe Siemens Dr S2 z lat 50. XX wieku zainstalowano w kontenerach obok budynku nastawni Vf, które zastąpiły poprzednie urządzenia mechaniczne w nastawni Vwf w zachodniej części stacji. 

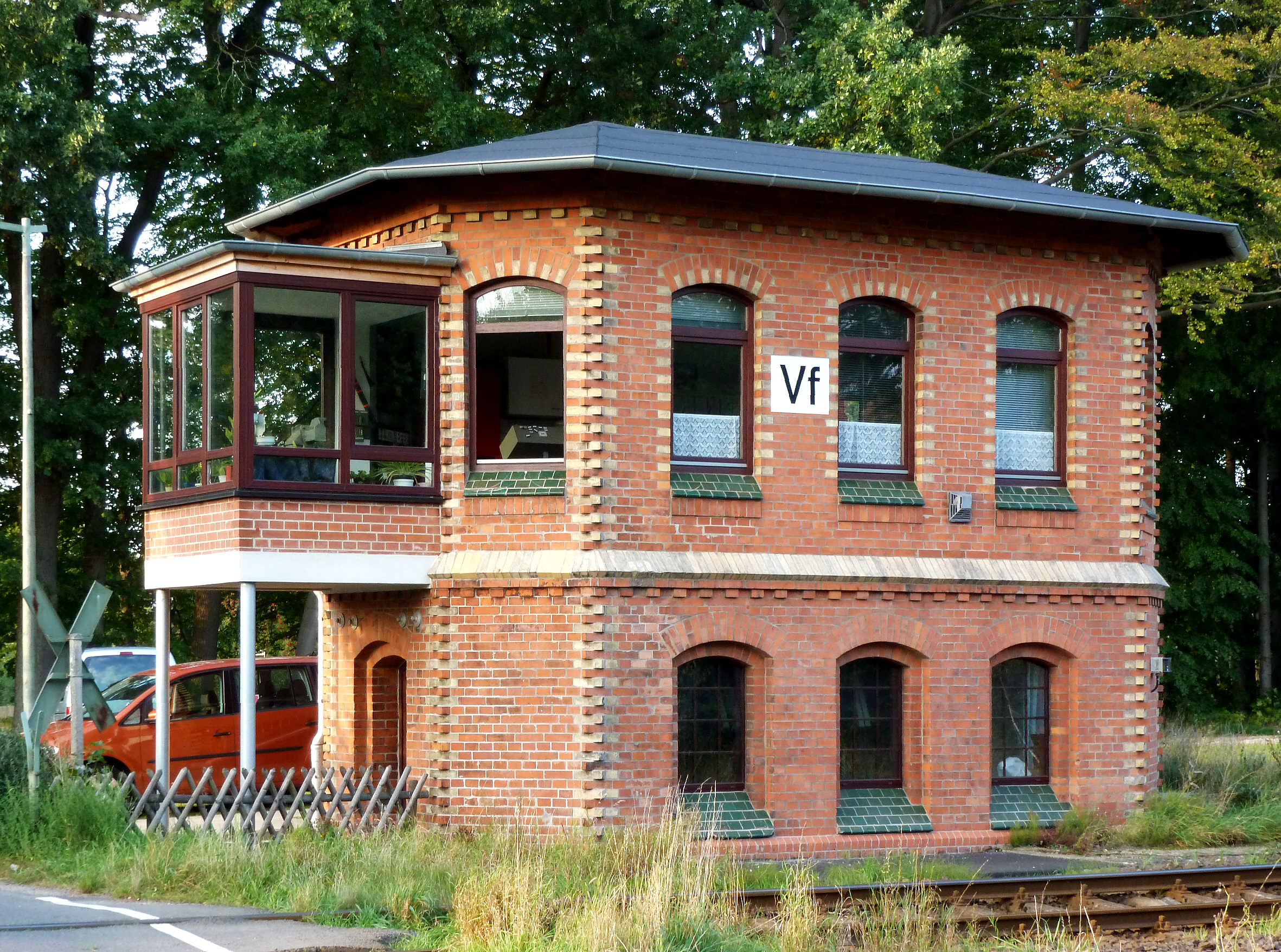
Nastawnia dysponująca Vf (przed przebudową nastawnia wykonawcza Vo)

Remont stanowi awaryjne rozwiązanie problemów bezpieczeństwa, których nie można było zlekceważyć. Było to zalecenie organu udzielającego homologacji EUNB i służy tymczasowemu zabezpieczeniu ruchu kolejowego. Federalne władze kolejowe wielokrotnie groziły Deutsche Bahn AG w ostatnich latach całkowitym zawieszeniem przewozów kolejowych na trasie Langwedel - Soltau z powodu złego stanu technicznego infrastruktury kolejowej i SRK.

## Teraźniejszość i przyszłość
W 2009 roku OHE we współpracy z administracją miejską Visselhövede, Waldconsulting GmbH i Heidesand e.G. rozbudowały ładownię do transportu drewna. System łączności cyfrowej dla radia pociągowego GSM-R został zainstalowany obok nastawni Vf. Ponadto wielokrotnie rozważano przeniesienie obecnej stacji pasażerskiej bliżej centrum miasta na wschód, jeśli ruch pasażerski na linii Langwedel–Soltau zostanie utrzymany.
Na początku 2013 dawny budynek dworca był na sprzedaż.

## Połączenia
Regionalbahn 37 Bremen - Uelzen kursujący w takcie co dwie godziny, z dodatkowymi kursami rano i wieczorem. (Stan na 2019 r.)